# La Xarxa+
La Xarxa+ (laxarxames.cat) és la plataforma de streaming de més de 30 televisions i ràdios locals de Catalunya, impulsada per la Xarxa Audiovisual Local. El canal, que pot recuperar els continguts de fins a set dies enrere, ofereix retransmissions en directe i programaes de diferents àmbits estratègics om esports, castells i continguts culturals. La plataforma també ofereix pòdcasts temàtics elaborats per les ràdios locals.

## Orígens
La Xarxa+ va néixer el febrer del 2023 i substitueix a l'anterior experiència de plataforma d'estríming de la XAL: XALA! que va arribar a comptar amb més de 80.000 usuaris registrats.
Ara, les televisions i ràdios locals de Catalunya, amb la plataforma La Xarxa+, incorporen a la seva oferta de distribució de continguts (TDT, FM o web) el model de les plataformes OTT que permeten la distribució de continguts en streaming i sota demanda. En la seva estrena, la plataforma comptava amb més de 12.000 hores de continguts originals de proximitat i 152 pòdcasts.

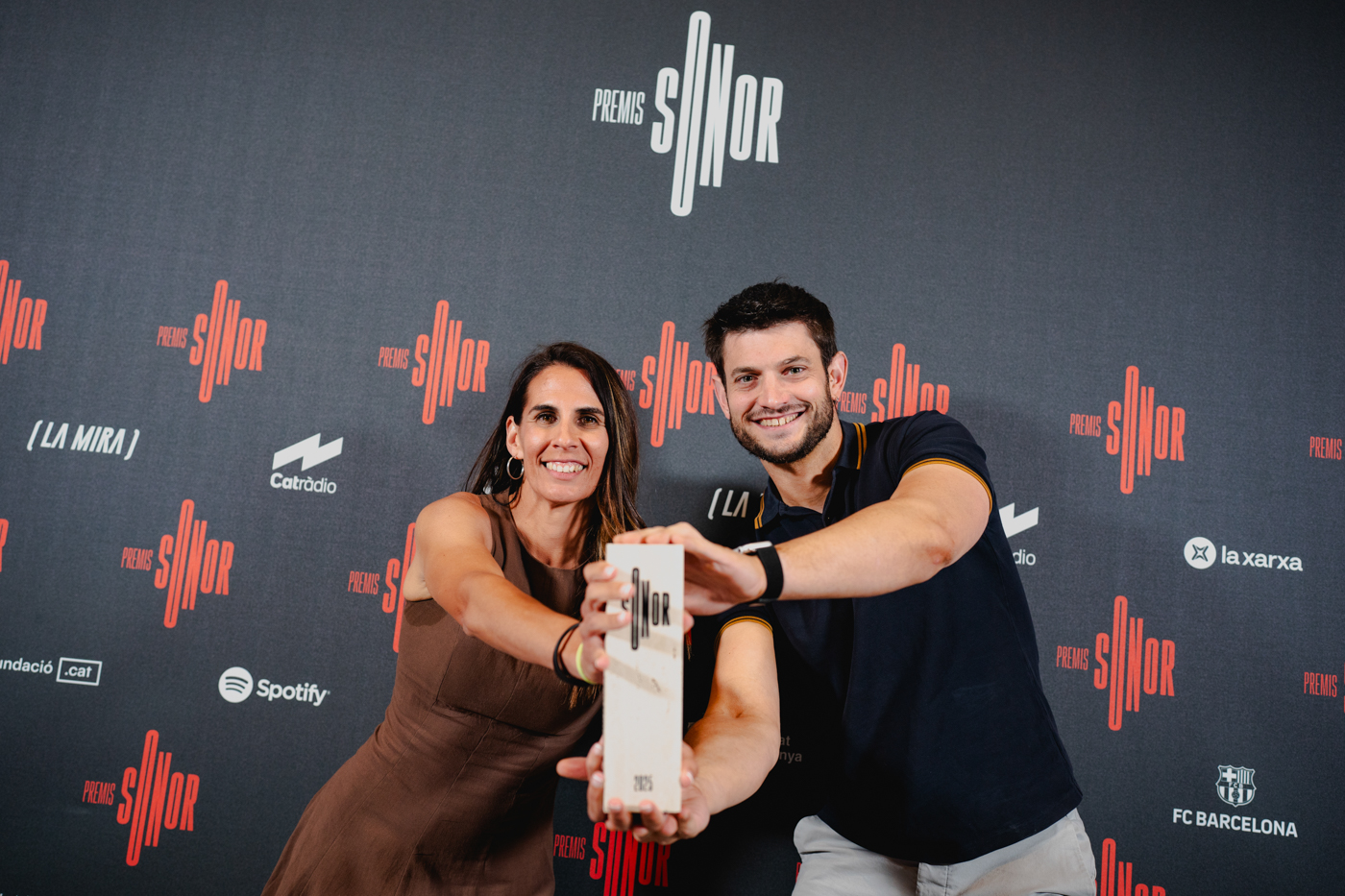
Membres del pòdcast La Figuereta, amb el premi Sonor del públic de 2025.

El pòdcast La Figuereta, inclòs a La Xarxa+, va guanyar el premi Sonor del públic de 2025.

## Temàtiques
Les temàtiques de La Xarxa+ són els esports (amb retransmissions de futbol, bàsquet, patinatge artístic, handbol, hoquei patins i rugbi), els castells (amb la retransmissió de les principals actuacions de la temporada, documentals i el Concurs de castells de Tarragona), les grans cites de la cultura popular a Catalunya i també dels béns immaterials declarats Patrimoni Cultural de la Humanitat per la Unesco com la Patum de Berga, l'Aquelarre de Cervera, la Festa de la Fil·loxera de Sant Sadurní d’Anoia o les principals rues de Carnaval i espectacles i esdeveniments com els Premis Enderrock, el Mercat de Música Viva de Vic, Fira de Tàrrega, Fira Mediterrània de Manresa o el Festival de Jazz de Terrassa. També disposa d’un catàleg de documentals, sèries, llargmetratges i talent shows. A més, un altre tret diferencial de la plataforma és l’aposta per l'àudio, ja que permet escoltar els pòdcasts produïts per les ràdios adherides a la XAL.

## Entitats
En la seva arrencada La Xarxa+ ha comptat amb la participació directa de prop de 30 televisions i emissores de ràdio locals adherides a la Xarxa Audiovisual Local. Són aquestes: 
Televisions
| - Banyoles Televisió - betevé - Canal 10 Empordà - Canal 21 Ebre - Canal Blau - Canal Taronja Anoia - Canal Taronja Central |  | - canal te - Canal Terrassa - Cugat Mèdia - El 9 TV - Empordà TV - ETV - Lleida TV |  | - tvmataró - Olot Televisió - Penedès TV - TAC 12 - TV Costa Brava - TV L'Hospitalet - TV Sabadell · Vallès |  | - Televisió de Badalona - Televisió de Girona - Televisió del Berguedà - Televisió del Ripollès - Vallès Visió - VOTV |